# دييغو دي أنايا
دييغو دي أنايا إيه مالدونادو كاهن وراعي إسباني مُهتم بشئون التعليم ومستقبل وطنه، وُلد في سلامنكا عام 1357. ُعد واحدًا من أكثر الشخصيات المُمثلة لتاريخ العصور الوسطى في قشتالة وليون. وتُوفي في إشبيلية عام 1437.

## حياته
هو ابن كل من بيدرو ألباريث دي أناسا وألدونثا مالدونادو، من نبلاء سلامنكا. أنجب طفلين في فترة شبابه من ماريا أوروثكو، التي توفت لاحقا، وهما خوان ودييغو غوميز دي أنايا. وبعد ذلك، تولى الأمور الكنهوتية وبدأ مرحلة مهمة في المملكة. وكان ذلك إبان حكم الأمراء إنريكي وفرناندو، أبناء الملك خوان الأول. ثم أصبح أسقف طوي وأورينسي؛ ومنذ عام 1392، أصبح أسقف سلامنكا، وانتقل إلى قونكة بعد ذلك في 1407، إلى أن أصبح أسقف إشبيلية عام 1418.
ولدعمه للتعليم، أسس كلية سان بارتولوميه في سلامنكا عام 1401، والتي عرفت باسم كلية أنايا أو الكلية العتيقة. بدأ مع مجموعة صغيرة من الطلاب الفقراء في الجامعة، بداية في قصر الأسقفية، ثم لاحقا شيدت كلية أنايا، التي كانت قصر أنايا في بداية الأمر، والتي رحبت بالطلاب ذوي المصادر الاقتصادية القليلة والقدرة العقلية الكافية.
ولاحقا، اشتهر خريجي كلية سان بارتولوميه بالسمعة الجيدة والإعداد الجيد وشغلوا مراكز هامة في إدارة البلاد. وكان من أبرز هؤلاء خوان ودييغو غوميز دي أنايا.